# Portrait de Greta Moll
Portrait de Greta Moll est un tableau réalisé par le peintre français Henri Matisse en 1908. Cette huile sur toile est un portrait de la sculptrice allemande Marg Moll, son élève au sein de l'académie Matisse. Il la figure en haut vert d'eau, un sautoir doré autour du cou, alors qu'elle est accoudée sur un volume orange. L'œuvre est conservée à la National Gallery, à Londres, au Royaume-Uni.